# Estelle Talavera Baudet
Estelle Talavera Baudet (Madrid, 1979) es una poeta y editora española. Es licenciada en filología por la Universidad Complutense de Madrid, máster en Creación Literaria por la Escuela Contemporánea de Humanidades y en Edición por la Universidad de Salamanca - Santillana Formación. 

## Obra

### Poesía
27 Paraguas (2008) El problema de Yorik.
El prólogo lo presenta Rafael Talavera. Según reza el texto de la contraportada:
Entren, siéntense y miren el espectáculo fascinante del mundo, parece decirnos la autora de este conjunto de poemas. 27 Paraguas nos lleva a descubrir lo que el ilusionista esconde, lo que queda perdido entre el ir y el venir, lo que hay tras el objeto multiplicado, repetido en cadena, a vislumbrar cuanto pasa desapercibido en cada escena cotidiana. Penetramos en las oscuras profundidades, ignoradas ―conscientemente quizá― por muchos de nosotros, en un intento de sobrevivir a la absurda lógica de nuestro mundo actual. Cae sobre 27 Paraguas lo decadente del mundo circense, una sucesión de gotas y chorros que componen un concierto de «música descolorida». Somos partícipes ―¿y cómplices?― de ese infeliz acorde de las cosas, de esa extraña armonía merecedora quizá del «aplauso triste». Y con todo, está el amor atento ―por qué no― que trata de llenar las ausencias, de rescatarnos del vacío que queda en la mirada de quien se cobija bajo el paraguas.

Ciudad de Elefantes (2011) Amargord.
Segundo libro de poemas, con prólogo de Luis Alberto de Cuenca.

### Antologías
Sus poemas aparecen en las antologías:
- Estrella Fugaz
- Letras de Seda
- Los cuentos de nunca acabar

### Revistas literarias
Ha publicado poemas en las revistas:
- El nido del escorpión
- Tinta

## Premios
- Ganadora del Premio Internacional de Poesía La Mano (Valparaíso, Chile)
- Ganadora del Premio de Poesía Arte Joven (2003)
- Ganadora del Premio de Fotografía Arte Joven (2003)
- Finalista del Concurso Internacional Ediciones Raíz Alternativa (2003)
- Finalista del Concurso del Centro Poético de Madrid (2005)
- Finalista del Concurso Internacional Literario Mis Escritos (Buenos Aires, Argentina)
- Finalista del Maratón Fotográfico Obra Social de Cajamadrid (2003-2004)